# Paititi
Paititi è una leggendaria città perduta o regno inca o pre-inca, che si dice essere esistita ad est delle Ande, nascosta da qualche parte nella foresta pluviale del Perù sud-orientale, della Bolivia settentrionale o del Brasile sud-occidentale. La leggenda ha avuto origine dall'interpretazione di alcuni scritti del secolo XVI i cui autori furono Vaca de Castro, Pedro Sarmiento de Gamboa, Juan Alvarez Maldonado. Questi scrittori si riferivano ad un regno situato nella selva bassa amazzonica, forse presso l'attuale frontiera Bolivia-Brasile.
La leggenda amazzonica del Paititi continuò nel 1635 quando nelle croniche di Lizarazu, si citava l'Inca Guaynaapoc e il suo ritorno presso il regno di suo padre, Manco, presso il Paititi, oltre il fiume Guaporé (oggi Stato brasiliano della Rondônia).
In Perù si è poi sviluppata un'altra leggenda attorno alla storia di Inkarri che, dopo aver fondato Q'ero e Cuzco, si ritirò nella giungla di Pantiacolla per vivere il resto dei suoi giorni nella città di Paititi. Questa leggenda fu divulgata dall'archeologo Oscar Nuñez del Prado nel 1955 in seguito al contatto che ebbe con la comunità di nativi parlanti quechua del paesello di Q'ero (cordigliera delle Ande).

## Recenti scoperte
Nel 2001 l'archeologo italiano Mario Polia scoprì il resoconto del missionario Andrea Lopez negli archivi dei Gesuiti a Roma. In questo documento, risalente al 1600 circa, Lopez descrive una grande città ricca d'oro, argento e gioielli, situata in mezzo alla giungla tropicale nei pressi di una cascata e chiamata Paititi dai nativi. Lopez informava il Papa della sua scoperta.
La più importante indagine su eventuali origini non peruviane del nome "Paititi" e sulla sua posizione originale è stata condotta da Vera Tyuleneva, archivista presso il Qorikancha di Cuzco, la quale effettuò spedizioni in Bolivia settentrionale fornendo dettagliati resoconti delle sue scoperte.
I migliori studi legati a Paititi sui siti perduti nelle montagne peruviane e nella giungla sono stati svolti dal dottore, esploratore e medico peruviano Carlos Neuenschwander Landa, dal sacerdote salesiano argentino Juan Carlos Polentini Wester e, nel 2008, dallo psicologo ed esploratore statunitense Gregory Deyermenjian e dall'esploratore peruviano Paulino Mamani.
Il 29 dicembre 2007 una comunità dei pressi di Kimbiri (Perù) trovò strutture erette con grandi pietre simili ad alte mura, che occupavano un'area di 40 000 metri quadri; la chiamarono fortezza di Manco Pata. I ricercatori dell'Istituto nazionale della cultura (INC) di Cuzco hanno messo in dubbio l'opinione del sindaco di Kimbiri, secondo il quale la città avrebbe in passato fatto parte della città perduta di Paititi. Secondo il loro rapporto la struttura in pietra sarebbe semplicemente una formazione di arenaria.
Recentemente la studiosa italiana Laura Laurencich Minelli ha divulgato il libro Exul immeritus Blas Valera populo suo del gesuita Blas Valera, ed anche alcuni importanti disegni che vi sono contenuti risalenti al 1618. I disegni sono rappresentazioni della cordigliera dove sarebbe costruita la cittadella del Paititi. La cordigliera viene vista sia dal lato della selva che da quello della sierra. Questi disegni hanno aperto nuove ipotesi sulla reale ubicazione del Paititi.

## Spedizioni alla ricerca di Paititi
- 1925: Percy Harrison Fawcett (Mato Grosso, Brasile)
- 1954-1955: Hans Ertl (Bolivia)[6]
- 1958-1980 L'esploratore peruviano Carlos Neuenschwander Landa porta a termine una quindicina di esplorazioni e fu il primo a percorrere il Cammino di Pietra, ubicato nella cordigliera di Paucartambo, sullo spartiacque tra la regione di Cusco e la regione di Madre de Dios.
- 1971: Una spedizione franco-statunitense guidata da Bob Nichols, Serge Debru e Georges Puel risal' il Rio Pantiacolla da Shintuya. Le guide abbandonarono il gruppo dopo la scadenza dei 30 giorni pattuiti. I tre proseguirono ma non fecero più ritorno. L'esploratore giapponese Yoshiharu Sekino ebbe un contatto con i locali indigeni Machiguenga l'anno seguente, e scoprì che i membri della spedizione erano stati uccisi.[7][8][9]
- 1984-2000: In tutto 12 spedizioni di Gregory Deyermenjian, compresa la documentazione delle rovine inca di Mameria (1984,[10] '85, '86 e '89); seconda ascesa dell'Apu Catinti (1986); documentazione delle rovine inca di Toporake (1989); esplorazione e documentazione dei Petroglifi di Pusharo (1991);[11] traversata della "Strada di Pietre inca" oltre il Plateau di Toporake (1993); scoperta delle rovine di Callanga (1994); scoperta e prima ascesa del complesso inca di Callanga, sul picco "Llactapata" (1995); prima visita, esplorazione e documentazione della vera natura delle piramidi di Paratoari a Manu (1996); percorso della "Strada di Pietre" sul Plateau di Pantiacolla, scoperta del "Lago de Ángel" e dei luoghi inca a nord del Río Yavero (1999); completa analisi del fatto che Paititi si dovesse trovare sul Río Choritiari (2000).
- 1997: Lars Hafskjold partì da Puerto Maldonado, Madre de Dios, Perù. In seguito scomparve all'interno del territorio inesplorato boliviano, all'interno del Parco nazionale Madidi.[12]
- Agosto 1998: Il giovane esploratore cileno Camilo Valdivieso effettua i primi studi dei petroglifi di Pusharo, relativi alla città perduta..
- 2000: Ricerche sul fiume Alto Madre de Dios, condotte da Valdivieso e da un gruppo internazionale.
- Giugno 2001: La spedizione del Kota Mama II guidata da John Blashford-Snell trova antiche rovine nella giungla ad est del lago Titicaca in Bolivia, che si credono essere state già esaminate in passato da Hans Ertl.[13]
- 2002: Camilo Valdivieso raggiunge le vicinanze del fiume Sinkibenia, trovando importanti prove archeologiche della presenza inca nella zona inesplorata.
- 2002: Spedizione di Jacek Pałkiewicz
- Giugno 2004: La squadra esplorativa "Quest for Paititi" di Gregory Deyermenjian e Paulino Mamani scopre rovine inca lungo alcuni rami del Cammino di Pietra, sul picco noto come Ultimo Punto nella parte settentrionale della regione peruviana di Pantiacolla.[14]
- 2005: Il francese Thierry Jamin ed il franco-peruviano Herbert Cartagena studiano i Petroglifi di Pusharo e affermarono di aver trovato grandi geoglifi nella vicina valle. Pensarono di aver trovato una mappa su cui localizzare Paititi. Ulteriori spedizioni nello stesso anno.[15]
- 2006: Spedizione Paititi: Oltre il Plateau di Pantiacolla, condotta nel giugno 2006 da Gregory Deyermenjian e Paulino Mamani sul Río Taperachi, a nord di Yavero, trovo quelli che allora erano i più remoti avamposti inca, oltre l'"Último Punto" esplorato nel 2004.
- 2008: Spedizione Paititi/"Strada di Pietre", che attraversò la parte meridionale della strada inca lungo la cresta della catena montuosa del Paucartambo, condusse Gregory Deyermenjian e Hermógenes Figueroa Lucana ad una nuova fortezza che, apparentemente, vigilava sull'ingresso della giungla a Callanga.

## Nella cultura di massa
- Nel 1981 il regista Pino Careri gira un documentario di 42 minuti dal titolo Paititi ultimo sogno inca, trasmesso successivamente dalla RAI.
- Il videogame del 2018 Shadow of the Tomb Raider vede l'archeologa e avventuriera Lara Croft intraprendere una spedizione alla ricerca di Paititi. La storia della città è trasposta molto fedelmente e una grossa porzione del gioco è lì ambientata.
- Nella storia Zio Paperone e la scoperta di Paititi, soggetto e sceneggiatura di Vito Stabile, presente su Topolino 3413, il magnate ritrova la mitica città grazie al casuale ritrovamento di una piuma dell'alicanto.